# 前燕与高句丽的战争
西晉時，慕容廆為鮮卑族慕容氏的首領，曾效忠西晉，與鮮卑族以外的民族作戰。
293年八月，慕容部首领慕容廆率军攻打高句丽，烽上王出逃，手下五百骑死战抵挡了慕容廆的追兵。由于担心其弟与他争权，烽上王将其逼死。其弟的儿子逃走，后来成为美川王。
296年，慕容廆再次攻打高句丽， 但被高句丽击退。
美川王乘西晋混乱，入侵辽东晋朝领土。302年九月，率三万軍队侵入玄菟郡，俘虏八千人，迁至国内城附近的襄平城。311年8月，襲取遼東郡西安平。313年10月，入侵乐浪郡，314年，入侵带方郡。315年2月，攻克玄菟城。西晋平州刺史崔毖誘高句麗与段部、宇文部一起进攻鮮卑慕容廆，宇文部先进攻，大敗。319年12月，崔毖亡命高句麗。慕容廆之子慕容仁鎮守遼東。高句麗将軍如孥鎮守河城，慕容廆派遣將軍張統急襲河城，俘虏千余人迁至棘城（遼寧省朝陽市東南）。320年，美川王再侵遼東，慕容仁和慕容翰将他击败。330年，美川王向後趙石勒朝貢，抑制鮮卑勢力。美川王将10段階官位制改为3段階。美川王在位32年，331年2月死去。342年，前燕慕容皝侵入高句丽，发掘了美川王的王陵，带走了他的尸体。
故国原王在与鲜卑慕容氏建立的前燕争夺中国东北的战争中，在故国原王任内，前燕取得压倒性的优势。
342年，前燕又发动了对高句丽的战争，前燕军重创高句丽军队。又发掘故国原王的先王美川王之墓，掳走美川王的尸体和故国原王的生母周氏，并将高句骊历代积累下来的金银全部搜刮一空，虏走了高句骊百姓五万多口，最后一把火烧了高句骊王宫，并将丸都城再次变为平地。
343年（东晋咸康八年），高句骊重修由于毌丘俭东征而被摧毁的旧丸都城，并于同年秋天又一次移居丸都城。4个月后，丸都山城就再次毁于战火。
344年，故国原王派王弟到前燕都城龙城称臣纳贡。前燕归还美川王的尸体，依然扣留故国原王的生母周氏，此后高句骊元气大伤，再没有反抗前燕的能力。
345年（东晋咸康九年）十月，慕容恪再度进攻高句骊，轻松攻取了南苏城（今五龙山城南距苏子河8公里）。
355年，前燕入主中原后，和高句骊和解，归还故国原王的生母周氏，并封故国原王为“征东大将军、营州刺史、乐浪公、高句骊王”。

## 后继历史事件
后来好太王打败了前燕的第一个继承国家后燕，夺回了一些土地。409年，后燕灭亡。408年与高云取得和平关系，后燕的继承国家北燕建国者慕容雲（高云）是高句丽王室后裔。  
436年，北燕皇帝馮弘无法忍受北魏的攻击，带领其人口到高句丽领土。
馮弘在高句麗號令如在本國，引起高句麗長壽王高璉嫌惡，長壽王將其侍衛撤走，又將其太子馮王仁押回興京，扣作人質。復有歸南朝宋之意，於是又派其子馮業帶著三百人出使建康，請求宋文帝允許其全家移居建康；宋文帝答應，並派遣將軍王白駒，率兵七千，北上迎接。當時，高句麗也向南朝宋稱臣。高句麗王不欲馮弘南下成仇，好言規勸，而馮弘不聽。遂於438年殺馮弘及其妻子，並為其上諡號曰昭成皇帝。
长寿王和他的继任者随后对南北朝都采取朝贡的态度对待北朝（北魏、北齐、北周、隋朝）和南朝（南朝宋、南齐、梁、陈）。此后与中国其他王朝再没有发生大的冲突直到589年隋朝消灭陈。